# جيروم ميينسي
جيروم ميينسي (بالإنجليزية: Jerome Meyinsse)‏ مواليد 18 ديسمبر 1988 في باتون روج، هو لاعب كرة سلة محترف أمريكي بدأ مسيرته الاحترافية في سنة 2010 يلعب مع فريق نادي فلامنغو في الدوري البرازيلي لكرة السلة كلاعب وسط ويحمل الرقم 55. يبلغ طوله 6 قدم 9.5 بوصة (2.1 م).

## روابط خارجية
- جيروم ميينسي على موقع كرة السلة الأوروبية.كوم (الإنجليزية)
- جيروم ميينسي على موقع DraftExpress.com (الإنجليزية)
- جيروم ميينسي على موقع كلية كرة السلة في سبورتس رفرنس.كوم (الإنجليزية)
- جيروم ميينسي على موقع ريلجم (الإنجليزية)
- جيروم ميينسي على موقع بروبوليرز (الإنجليزية)
- جيروم ميينسي على موقع سبورتس رفرنس (الإنجليزية)